# Mathieusche Ungleichungen
Die mathieuschen Ungleichungen (englisch Mathieu’s inequalities) sind zwei klassische Ungleichungen, die dem mathematischen Teilgebiet der Analysis angehören. Sie sind nach dem französischen Mathematiker Émile Léonard Mathieu benannt.
Die mathieuschen Ungleichungen liefern eine untere und eine obere Abschätzung zu gewissen Reihen positiver Zahlen, von denen die obere von Mathieu im Jahre 1890 vermutet, aber nicht bewiesen wurde. Diese obere Abschätzung kommt in der Mathematischen Physik zum Tragen, wo mit ihrer Hilfe Reihenentwicklungen zur Lösung von Randwertaufgaben bei Elastizitätsuntersuchungen hergeleitet werden können.
Der erste vollständige Beweis der von Mathieu vermuteten oberen Abschätzung wurde im Jahre 1952 durch den deutschen Mathematiker Lothar Berg geliefert. In der Folge wurden dazu zahlreiche Arbeiten verfasst, von denen die des ungarischen Mathematikers Endre Makai (1915–1987) aus dem Jahre 1957 besondere Erwähnung verdient, da hier der Autor den ersten gänzlich elementaren Beweis der mathieuschen Vermutung vorlegte.

## Formulierung
Die mathieuschen Ungleichungen besagen:
Für jede reelle Zahl {\displaystyle x\neq 0} gelten die Abschätzungen
{\displaystyle {\frac {1}{x^{2}+{\frac {1}{2}}}}<\sum _{n=1}^{\infty }{\frac {2n}{(n^{2}+x^{2})^{2}}}<{\frac {1}{x^{2}}}}   .

### Beweisskizze
Der Beweis lässt sich nach Makai folgendermaßen skizzieren:
Für jedes reelle {\displaystyle x\neq 0} werden zwei unendliche Folgen {\displaystyle \left(a_{n}\right)_{n=1,2,3,\ldots }} und {\displaystyle \left(b_{n}\right)_{n=1,2,3,\ldots }} definiert, wobei für eine natürliche Zahl {\displaystyle n>0}
{\displaystyle a_{n}={\frac {1}{(n-{\frac {1}{2}})^{2}+x^{2}-{\frac {1}{4}}}}}
und
{\displaystyle b_{n}={\frac {1}{(n-{\frac {1}{2}})^{2}+x^{2}+{\frac {1}{4}}}}}
gesetzt seien.
Mittels algebraischer Umformungen ergeben sich
{\displaystyle a_{n}-a_{n+1}={\frac {2n}{(n^{2}+x^{2})^{2}-n^{2}}}>{\frac {2n}{(n^{2}+x^{2})^{2}}}}
und entsprechend
{\displaystyle b_{n}-b_{n+1}={\frac {2n}{(n^{2}+x^{2}+{\frac {1}{2}})^{2}-n^{2}}}={\frac {2n}{(n^{2}+x^{2})^{2}+x^{2}+{\frac {1}{4}}}}<{\frac {2n}{(n^{2}+x^{2})^{2}}}}   .
Nun bildet man die beiden zugehörigen Teleskopsummen und gewinnt so die Ungleichungskette
{\displaystyle {\begin{aligned}{\frac {1}{x^{2}+{\frac {1}{2}}}}&=b_{1}\\&=\sum _{n=1}^{\infty }{(b_{n}-b_{n+1})}\\&<\sum _{n=1}^{\infty }{\frac {2n}{(n^{2}+x^{2})^{2}}}\\&<\sum _{n=1}^{\infty }{(a_{n}-a_{n+1})}\\&=a_{1}\\&={\frac {1}{x^{2}}}\\\end{aligned}}}
und daraus die behaupteten Abschätzungen.

## Anmerkung
Noch in der Abhandlung des Jahres 1949 verwies der Mathematiker Kurt Schröder darauf, dass er die Richtigkeit der oberen mathieuschen Ungleichung nicht einsehen könne.
Stattdessen bewies er die schwächere (für seine Zielsetzung aber ausreichende) Ungleichung
{\displaystyle \sum _{n=1}^{\infty }{\frac {n}{(n^{2}+x^{2})^{2}}}<{\frac {2}{3x^{2}}}}   .